# Gare de Tōbu-Utsunomiya
La gare de Tōbu-Utsunomiya (東武宇都宮駅, Tōbu-Utsunomiya-eki) est une gare ferroviaire terminus de la ville de Utsunomiya, dans la préfecture de Tochigi au Japon. Elle est exploitée par la compagnie Tōbu.

## Situation ferroviaire
La gare de Tōbu-Utsunomiya est située au point kilométrique (PK) 24,3 de la ligne Tōbu Utsunomiya, terminus de la ligne.

## Histoire
La gare a été inaugurée le 11 août 1931.

## Services aux voyageurs

### Accès et accueil
La gare dispose d'un bâtiment voyageurs, avec guichet, ouvert tous les jours.

### Desserte
- Ligne Tōbu Utsunomiya :
  - voies 2 et 3 : direction Shin-Tochigi et Tochigi